# Geoffrey Jones
Geoffrey Jones (Londra, 27 novembre 1931 – 21 giugno 2005) è stato un regista britannico di documentari, noto per i suoi contributi al cinema industriale ed in particolare per il British Transport Films.

## Biografia
Dopo gli studi di grafica e fotografia alla Central School of Art di Londra, a metà anni '50 comincia a lavorare come regista e animatore pubblicitario per l'agenzia Crawford International. Viene poi scelto dalla Shell per realizzare documentari promozionali (Shell Panorama, 1959). Nel 1961 fonda una sua società di produzione, tramite la quale continua a lavorare per la Shell e il British Transport Films.
Il suo film Snow (1963) ha ricevuto una nomination all'Oscar al miglior cortometraggio nel 1966.

## Filmografia

### Cortometraggi
- Shell Panorama (1959)
- Shell Spirit (1963)
- Snow (1963)
- Trinidad & Tobago (1964)
- Rail (1967)
- This Is Shell, non accreditato (1970)
- Locomotion (1975)
- A Chair-a-plane Flamenco (2005)
- Seasons Project (2005)
- A Chair-a-plane Kwela (2005)